# Sonata per a violí i piano (Ravel)
La Sonata per a violí i piano és una peça composta per Maurice Ravel entre 1922 i 1927. S'estrenà el 30 de maig de 1927 a la Sala Érard de París, amb George Enescu, al violí, i el mateix Ravel al piano.

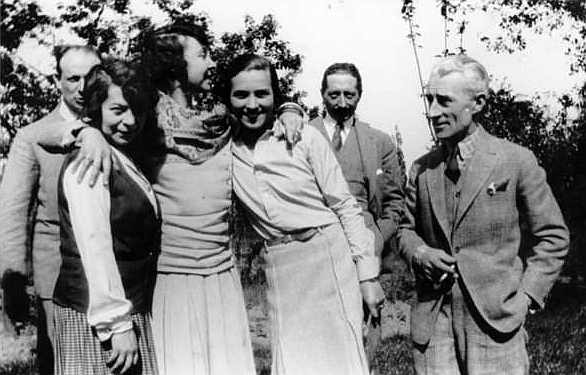
D'esquerra a dreta: Hélène Jourdan-Morhange, Madeleine Grey, Germaine Malançon i Maurice Ravel el 1925

Aquesta és l'última peça de música de cambra del compositor. La dedicà a Hélène Jourdan-Morhange, violinista i amiga del músic, però no la va poder crear a l'estrena per problemes de reumatisme. La gènesi inusualment llarga (cinc anys) no té una explicació clara: Ravel va dir que necessitava tot aquest temps per "eliminar notes innecessàries". Es refereix, en un altre text, que el violí semblava "substancialment incompatibles" amb el piano.
Consta de tres moviments i la seva execució dura uns quinze minuts. El segon moviment, Blues, reflecteix el gust del músic per la música americana, que va ser confirmat durant la seva estada als Estats Units i en la qual va visitar diversos clubs nocturns a Nova York amb especial George Gershwin. El tercer moviment és especialment virtuós en la seva part de violí.

## Moviments
- Allegretto
- Blues
- Perpetuum Mobile